# Vilma Rimšaitė
Vilma Rimšaitė (Šiauliai, 24 de febrero de 1983) es una deportista lituana que compitió en ciclismo en la modalidad de BMX. Ganó dos medallas de bronce en el Campeonato Mundial de Ciclismo BMX, en los años 2009 y 2010, y una medalla de plata en el Campeonato Europeo de Ciclismo BMX de 2013.

## Palmarés internacional
| Campeonato Mundial | Campeonato Mundial           | Campeonato Mundial | Campeonato Mundial |
| Año                | Lugar                        | Medalla            | Competición        |
| ------------------ | ---------------------------- | ------------------ | ------------------ |
| 2009               | Adelaida (Australia)         | Medalla de bronce  | Cruiser            |
| 2010               | Pietermaritzburg (Sudáfrica) | Medalla de bronce  | Cruiser            |
| Campeonato Europeo |                              |                    |                    |
| Año                | Lugar                        | Medalla            | Competición        |
| 2013               | Dessel (Bélgica)             | Medalla de plata   | Carrera            |